# Knight Online
Knight Online är ett MMORPG som utvecklats av MGame Corporation och Noah System. Spelet finns i flera olika versioner levererade av olika företag med mindre skillnader spelmässigt. Spelet har 4,25 miljoner användare och innehar 8,91% av marknaden i MMORPG-genren.

## Gameplay
En grundläggande faktor i spelet är valet av nation. Knight Online utspelar sig i en fantasyvärld kallad Carnac, där ett krig mellan Elmorad (människor) och Karus (orcher) utspelar sig. Spelaren måste först välja vilken nation spelaren vill tillhöra vilket också kommer avgöra vilka karaktärer spelaren kommer att kunna spela med och vilka världar spelaren har tillgång till.
Knight Online har fyra separata typer av karaktärer med olika styrkor och svagheter. Genom att göra uppdrag eller döda monster får man erfarenhetspoäng och går upp i nivå. I spelet kan man maximalt nå nivå 83 och vid nivå 10 får man välja klass enligt en tabell. Under följande nivåer kan spelaren placera färdighetspoäng i ett eller flera av tre färdighetsträd, vilket formar karaktärens färdigheter. På nivå 60 blir karaktären master ("mästare") och får tillgång till särskilda extra kraftfulla färdigheter.

### Klaner och grupper
En grundsten i Knight Online är klanerna. Spelare kan skapa en egen klan med ett valfritt namn. Denna spelare kan sedan bjuda in andra spelare i sin klan, upp till 36 personer. Fördelen med att vara i en klan är att man enklare kan kommunicera med sina klanmedlemmar genom en intern chat. Det blir också enklare att bilda grupper. En del spelmoment utförs klanvis, det finns även en topplista där de 20 bästa klanerna rankas. För att avgöra vilken klan som är bäst tittar man på vem som har mest "Nationality Points" eller "NP". Nationality points tilldelas en spelare när denna lyckas döda en spelare i den andra nationen. Detta sker i "Ronark Land" eller i de större krigen. En klans NP räknas ut av alla klanens medlemmars sammanlagda NP. Denna totala summa ligger till grund för vilken rank klanen har.
I Knight Online kan spelaren antingen spela ensam, eller tillsammans med andra spelare i en grupp (ett party). I en grupp ökar det sammanlagda antalet erfarenhetspoäng som delas ut och de fördelas olika baserat på deltagarnas nivå. För att kunna bilda en grupp med en annan spelare krävs att deltagarna är av liknande nivå, eller tillhör samma klan i ett så kallat clan party.